# Вайе, Август
Карл Эрнст А́вгуст Ва́йе (нем. Carl Ernst August Weihe; 1779—1834) — немецкий (вестфальский) врач и ботаник-батолог (специалист по роду Рубус).

## Биография
Август Вайе родился 30 января 1779 года в селе Меннигхюфен близ Херфорда вторым ребёнком в семье пастора Карла Юстуса Вайе (1752—1829), в 1776 году женившегося на Анне Ребекер, дочери мельника. Учился в гимназии в Миндене, затем изучал медицину в Билефельде у аптекаря Филиппа Людвига Ашофа, познакомившего его с профессором ботаники Университета Галле Куртом Шпренгелем. Под руководством Шпренгеля в 1802 году Вайе защитил докторскую диссертацию, посвящённую строению нектарников.
После этого Вайе переехал в Бюнде и женился на Генриетте Шрёдер. Вскоре он вернулся в Менигхюфен, где создал на владениях отца небольшой ботанический сад, в котором стал выращивать различные рубусы. Познакомившись с ботаником-систематиком Готфридом Несом фон Эзенбеком, Вайе вместе с ним в 1822—1827 создал иллюстрированную монографию центральноевропейских видов этого рода.
Затем Вайе вместе с семьёй переехал в Херфорд. 27 января 1834 года Карл Эрнст Август скончался.
Гербарные образцы, собранные Августом Вайе, хранятся в гербарии Вестфальского музея естественной истории в Мюнстере (MSTR).

## Некоторые научные работы
- Weihe, C.E.A. (1802). De Nectariis. 44 p.
- Weihe, C.E.A.; Nees von Esenbeck, C.G.D. (1822—1827). Die deutschen Brombeersträuche. 130 p.

## Роды растений, названные в честь К. Э. А. Вайе
- Weihea Spreng., 1825, nom. cons. [syn.  Cassipourea Aubl., 1775]
- Weihea Eckl., 1827, nom. illeg. [syn.  Geissorhiza Ker Gawl., 1803]
- Weihea Rchb., 1828, nom. illeg. [syn.  Burtonia R.Br. ex W.T.Aiton, 1811, nom. cons.]